# Подгор'є-Ямницько
Подгор'є-Ямницько (хорв. Podgorje Jamničko) — населений пункт у Хорватії, у Загребській жупанії у складі громади Писаровина.

## Населення
Населення за даними перепису 2011 року становило 12 осіб.
Динаміка чисельності населення поселення:

## Клімат
Середня річна температура становить 10,47 °C, середня максимальна – 24,92 °C, а середня мінімальна – -6,44 °C. Середня річна кількість опадів – 962 мм.
| Клімат поселення                              | Клімат поселення | Клімат поселення | Клімат поселення | Клімат поселення | Клімат поселення | Клімат поселення | Клімат поселення | Клімат поселення | Клімат поселення | Клімат поселення | Клімат поселення | Клімат поселення | Клімат поселення |
| Показник                                      | Січ.             | Лют.             | Бер.             | Квіт.            | Трав.            | Черв.            | Лип.             | Серп.            | Вер.             | Жовт.            | Лист.            | Груд.            |                  |
| Середній максимум, °C                         | 6,27             | 8,37             | 12,86            | 17,12            | 21,83            | 24,92            | 24,32            | 23,72            | 20,01            | 14,82            | 8,94             | 4,90             |                  |
| Середня температура, °C                       | −0,07            | 2,02             | 6,51             | 10,76            | 15,48            | 18,56            | 20,28            | 19,67            | 15,96            | 10,76            | 4,90             | 0,86             |                  |
| Середній мінімум, °C                          | −6,44            | −4,34            | 0,15             | 4,40             | 9,12             | 12,20            | 16,22            | 15,63            | 11,91            | 6,71             | 0,84             | −3,2             |                  |
| Норма опадів, мм                              | 56               | 53               | 65               | 73               | 82               | 98               | 89               | 92               | 93               | 93               | 96               | 72               |                  |
| Середньомісячна швидкість вітру, м/с          | 1.60             | 1.79             | 2.20             | 2.10             | 1.90             | 1.78             | 1.70             | 1.59             | 1.50             | 1.58             | 1.66             | 1.64             |                  |
| Середньомісячна сонячна радіація, кДж/м²·день | 4149             | 6891             | 10460            | 15002            | 19088            | 21051            | 22063            | 19199            | 14070            | 8741             | 4561             | 3385             |                  |
| --------------------------------------------- | ---------------- | ---------------- | ---------------- | ---------------- | ---------------- | ---------------- | ---------------- | ---------------- | ---------------- | ---------------- | ---------------- | ---------------- | ---------------- |
| Джерело:                                      |                  |                  |                  |                  |                  |                  |                  |                  |                  |                  |                  |                  |                  |